# Praline
Die Praline oder das Praliné ist ein bissengroßes Erzeugnis aus Schokolade mit geschmacksbestimmenden Füllungen (Ganache oder Nougat, Nüssen, Pistazien, Likör, Marzipan oder ähnlichem) bzw. Früchten. Pralinen gelten aufgrund ihrer aufwendigen Herstellung als die Krönung der Chocolatierskunst.

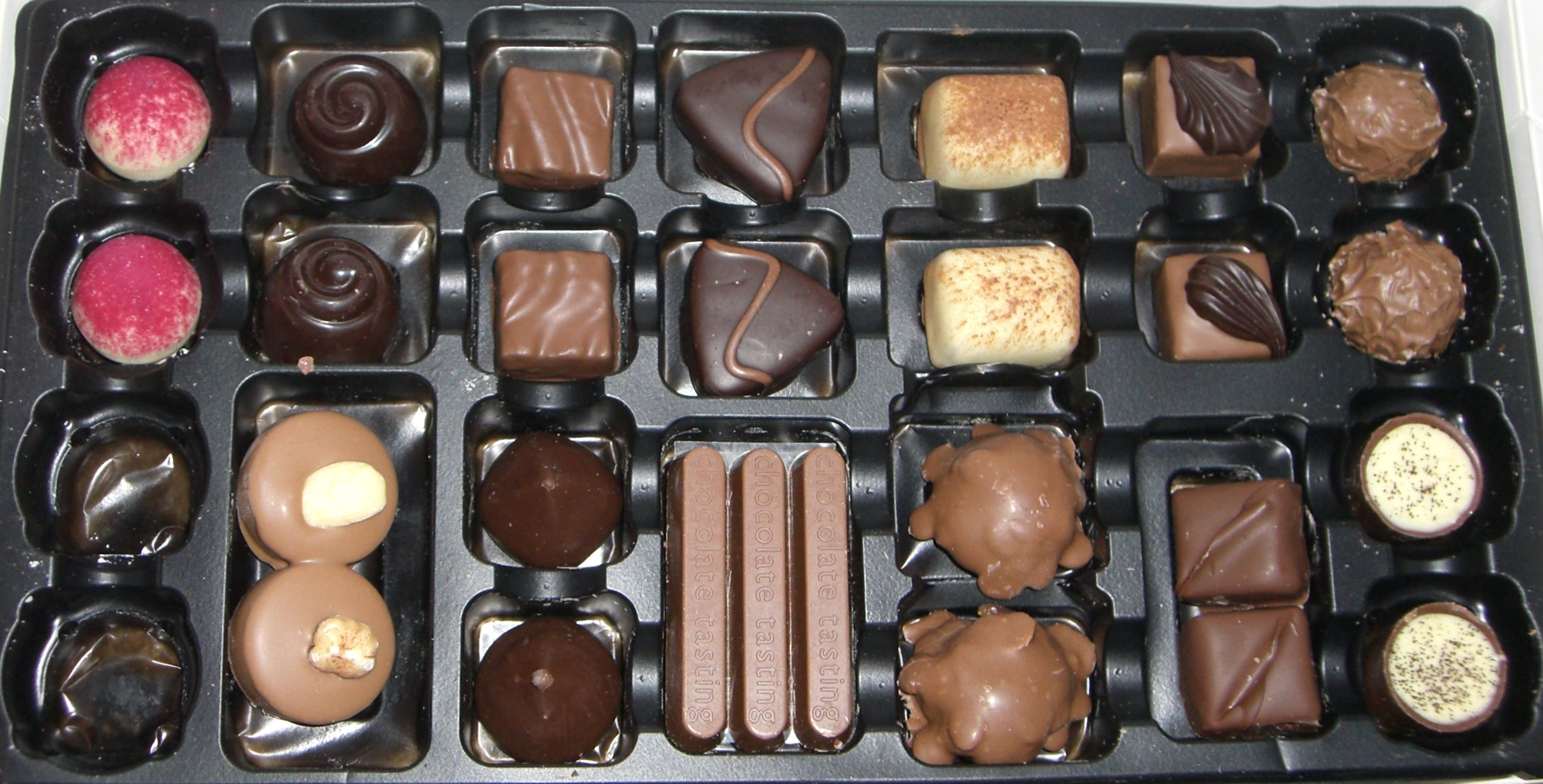
Pralinenschachtel

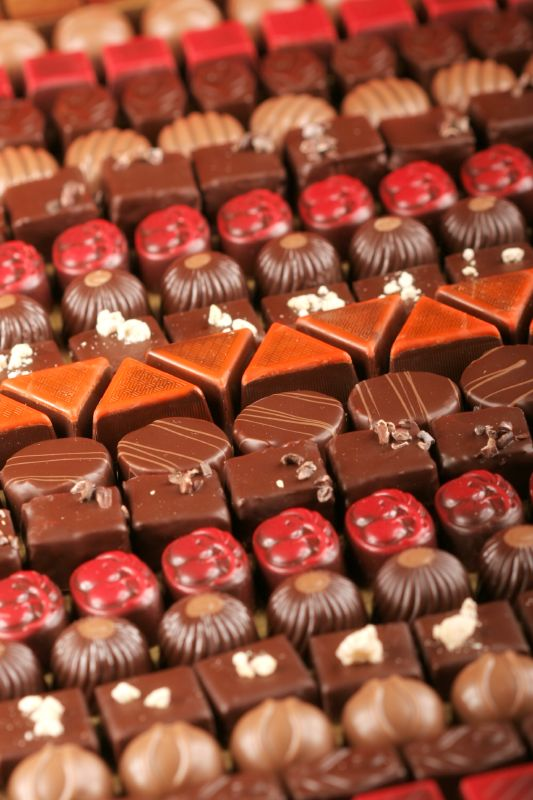
Pralinen an der Theke

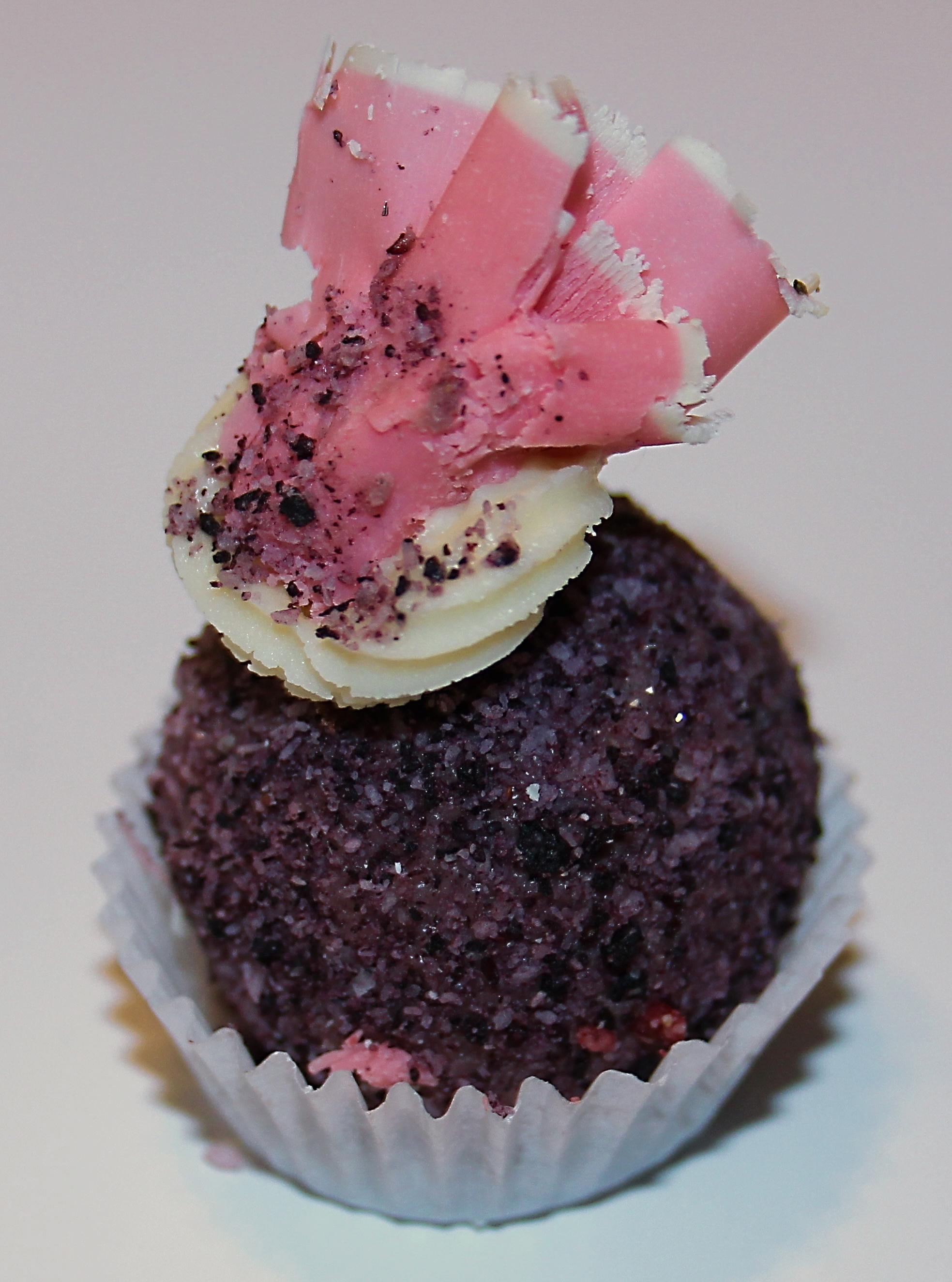
Handgemachte Praline

## Abgrenzung
Grundvoraussetzung für die Bezeichnung Praline ist ein Schokoladenanteil von mindestens 25 %. Erreichen Pralinen den Anteil von 25 % Kuvertüre nicht, so spricht man rechtlich nur von Konfekt. Des Weiteren muss die Süßware mundgerecht sein, um als Praline deklariert zu werden.
Des Weiteren bezeichnet „praline“ eine Dessertspezialität der französischen Region Rhône-Alpes (Lyon). Es handelt sich dabei um eine Masse aus (nicht karamellisiertem) Zucker und Mandeln, die meist rosa gefärbt ist und sowohl als Zutat in Brioches, aber auch als Belag auf Tartes zum Dessert verwendet wird.

## Geschichte der Pralinenherstellung

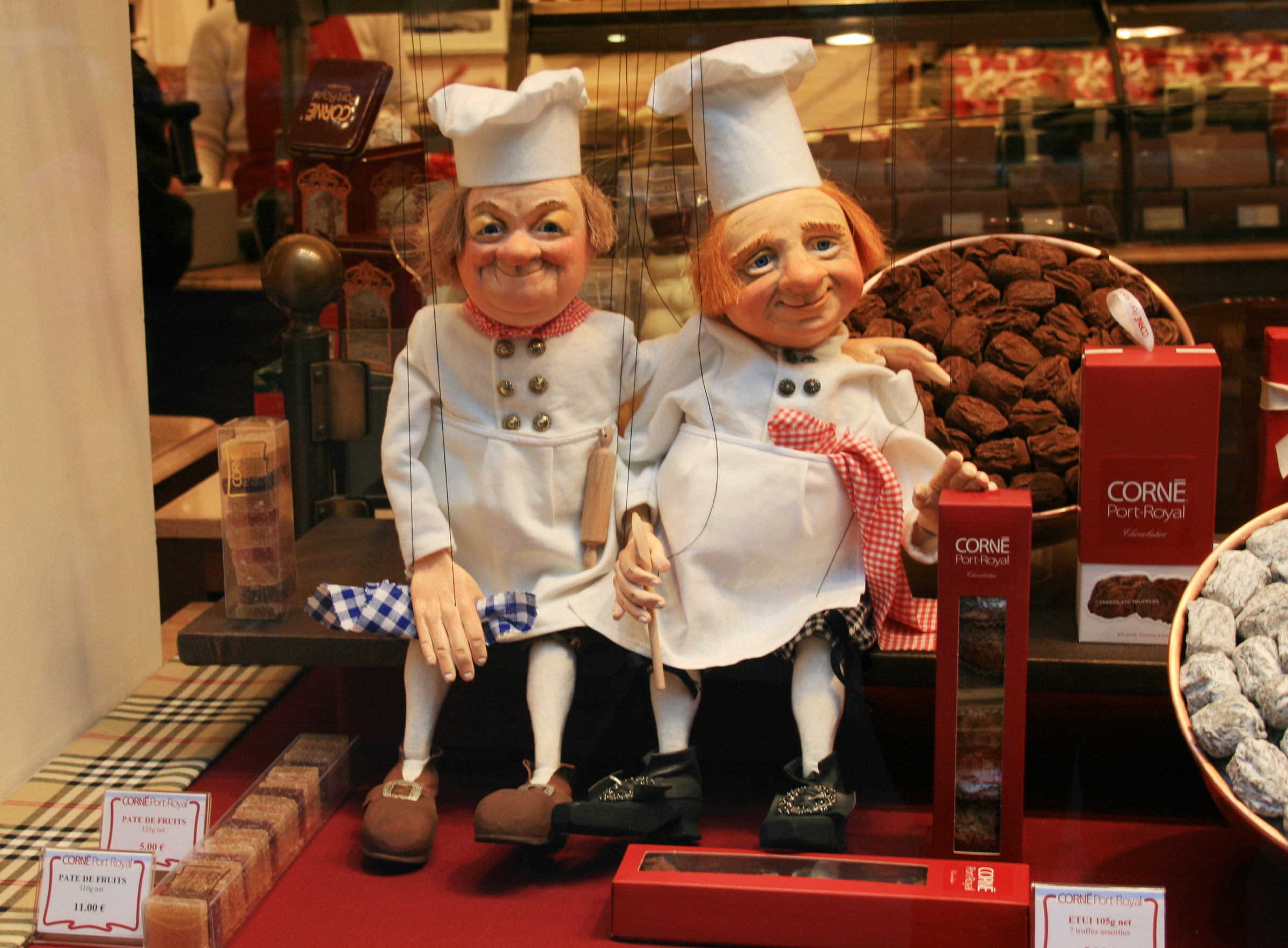
Pralinengeschäft in Brüssel

Als Erfinder der Praline gilt der deutsche Koch von César de Choiseul, Comte de Plessis-Praslin. Der Graf war Marschall von Frankreich, Minister König Ludwigs XIV. und dessen Gesandter beim Reichstag zu Regensburg. Der Erfinder der Praline benannte sein Konfekt aus Mandeln und Zucker nach seinem Herrn.
Grundsätzlich existieren zwei verschiedene Herstellungsverfahren. Das ursprüngliche Verfahren bestand aus dem Eintauchen von z. B. Nüssen, Mandeln oder kandierten Früchten in Karamellsirup oder auch z. B. von geformten Marzipanstücken in flüssiger Schokoladenmasse. 1912 entwickelte Jean Neuhaus, damaliger Inhaber der „Confiserie et Chocolaterie Neuhaus-Perrin“ in Brüssel, das Verfahren, Metallförmchen mit flüssiger Schokolade auszugießen, mit gehackten Nüssen, Trockenfrüchten, Likör und anderem zu füllen und mit einem Schokoladenplättchen zu verschließen. Nach dem Erkalten konnten die fertigen Pralinen aus den Formen gestürzt werden.
Im weiteren Verlauf wurden Maschinen entwickelt, die kleine Schokoladenriegel mit diesem Verfahren füllen konnten. Diese Verfahren führten zu einer Industrialisierung der Pralinenherstellung.
Heute versuchen insbesondere kleine Hersteller – oft auch in Handarbeit – durch hochwertige Zutaten und besondere Füllungen wie Gewürze, frisches Obst oder Teeinfusionen der Praline wieder einen besonderen Wert zu geben.
Als Hochburg der Pralinenmacher gelten Belgien und die Schweiz. Die bekanntesten Pralinenhersteller sind:
- in Belgien: Godiva, Neuhaus und Leonidas und zahlreiche kleinere Chocolatiers. Jean Neuhaus aus Neuenburg (Schweiz) ließ sich 1857 in Brüssel nieder und eröffnete eine Apotheke, in der er zunächst Likör-Stäbchen gegen Magenprobleme vertrieb. Sein Sohn Frédéric überredete ihn schließlich, ins Konditoreifach zu wechseln. Der Enkel des Jean Neuhaus entwickelte das heute noch praktizierte Hohlformverfahren.
- in der Schweiz: Lindt & Sprüngli, Suchard, Confiserie Sprüngli

Für Deutschland sind von Bedeutung die Pralinen des Unternehmens Rausch.

## Bekannte Pralinen-Sorten
- Halloren O's
- Meeresfrüchte (Schokolade) – Belgische Pralinen
- Mozartkugeln
- Trüffel (Pralinen)
- Sogenannte "Schnapspralinen"
  - Dazu zählen etwa: Weinbrandbohnen, erfunden von Hugo Asbach

## Tag der Praline(n)
In einigen Ländern wird der 24. Juni als Tag der Praline begangen.